# Haagleguaan
De haagleguaan (Sceloporus undulatus) is een hagedis uit de familie Phrynosomatidae.

## Naam en indeling
De soort werd voor het eerst wetenschappelijk beschreven door Louis-Augustin Bosc d'Antic en François Marie Daudin in 1801. Oorspronkelijk werd de wetenschappelijke naam Stellio undulatus gebruikt maar de soort is daarnaast ook beschreven onder de namen Lacerta undulata, Agama undulata en Tropidolepis Undulatus.

### Ondersoorten
Er worden zeven ondersoorten erkend, die verschillen in uiterlijk en verspreidingsgebied.
| Naam                                | Auteur                                  | Verspreidingsgebied                                                                               |
| ----------------------------------- | --------------------------------------- | ------------------------------------------------------------------------------------------------- |
| Sceloporus undulatus elongatus      | Stejneger, 1890                         | Verenigde Staten (Arizona, Colorado, Nevada, Utah)                                                |
| Sceloporus undulatus erythrocheilus | Maslin, 1956                            | Verenigde Staten (Colorado)                                                                       |
| Sceloporus undulatus garmani        | Boulenger, 1882                         | Verenigde Staten (New Mexico, South Dakota, Texas, Oklahoma, Colorado, Wyoming, Kansas, Nebraska) |
| Sceloporus undulatus hyacinthinus   | Green, 1818                             | Verenigde Staten (Missouri, West Virginia, Louisiana, Arkansas, Oklahoma, New Jersey, Virginia)   |
| Sceloporus undulatus speari         | Smith, Chiszar & Lemos-Espinal, 1995    | Mexico (Chihuahua)                                                                                |
| Sceloporus undulatus tedbrowni      | Smith, Bell, Applegarth & Chiszar, 1992 | Verenigde Staten (New Mexico)                                                                     |
| Sceloporus undulatus undulatus      | Bosc & Daudin, 1801                     | Verenigde Staten (South Carolina)                                                                 |

## Uiterlijke kenmerken
De totale lichaamslengte bedraagt ongeveer tien tot bijna negentien centimeter, waarvan de helft bestaat uit de lange staart. De kleur is variabel, meestal bruin tot grijs met een meer naar wit neigende onderzijde en keel. Sommige exemplaren zijn gestreept en er zijn meer dan 10 ondersoorten die er vanwege het grote verspreidingsgebied iets anders uitzien. Aan weerszijden van de onderzijde van de buik hebben de mannetjes in de paartijd een zwartomzoomde felblauwe vlek, evenals onder de keel. Als ze worden bedreigd wordt het lichaam afgeplat en wordt de vlek getoond om af te schrikken. Op de rug is vaak een patroon van V-vormige donkere strepen aanwezig, vooral bij jongere exemplaren.
Net als wel meer stekelleguanen uit het geslacht Sceloporus zijn de schubben sterk gekield en eindigen in een stekeltje. Vooral in de nek is hierdoor een stekelkraag te zien, de kop van de hagedis is gedrongen. Exemplaren die tot de ondersoort Sceloporus undulatus erythrocheilus behoren hebben een rode keel en snuit, vooral gedurende de paartijd.

## Verspreiding en habitat
De haagleguaan leeft in grote delen van Noord-Amerika, van grote delen van het zuiden van de Verenigde Staten tot in noordelijk Mexico. De habitat bestaat uit droge en open delen van bossen zoals naaldbossen en andere hardhoutbomen. Ook steen- of houthopen en vervallen gebouwen worden gebruikt om op te zonnen en in te schuilen. Het is een klimmende soort die echter ook wel op de bodem wordt aangetroffen.

## Levenswijze

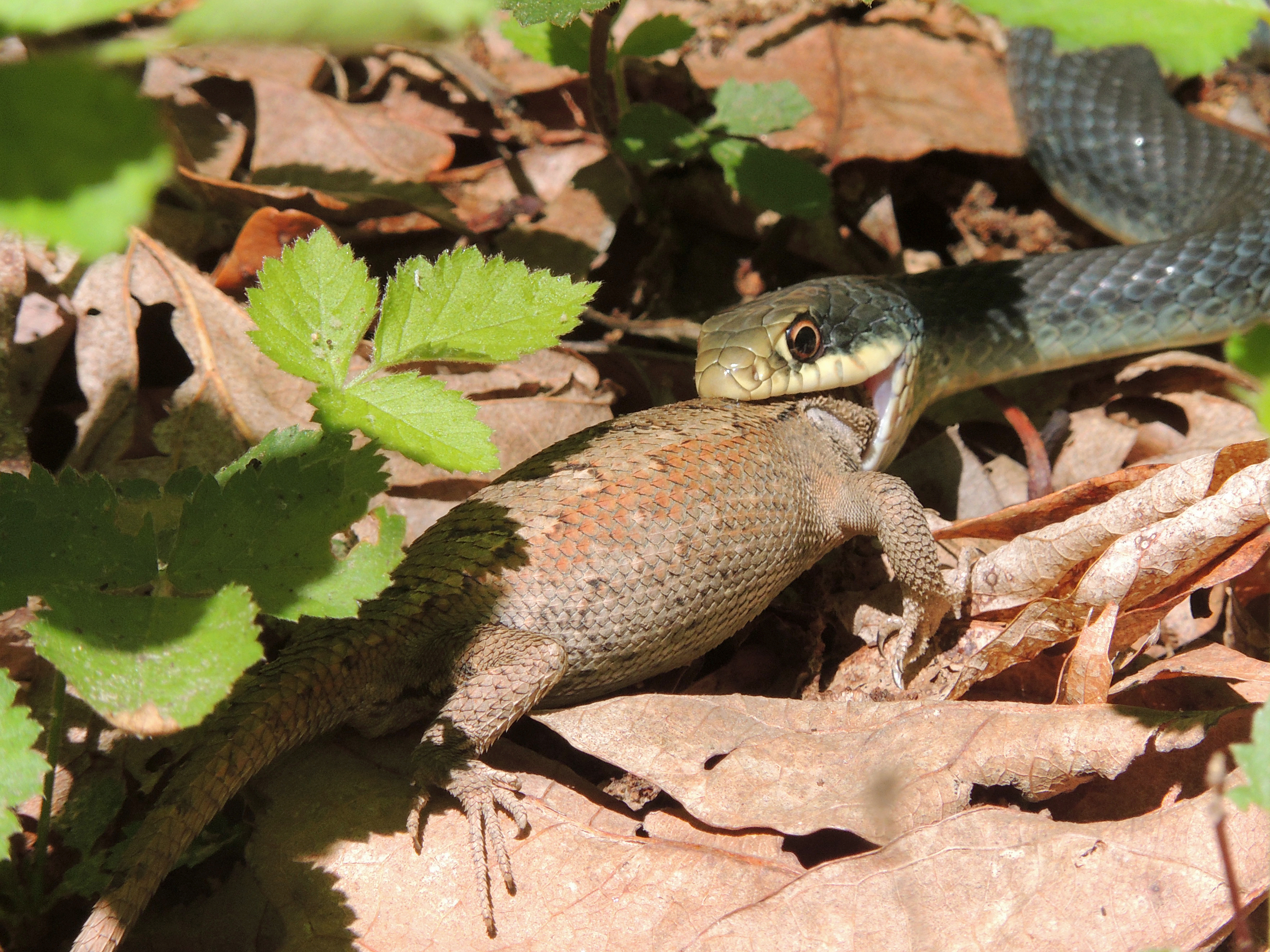
Zwarte rattenslang (Pantherophis obsoletus) met een buitgemaakte haagleguaan.

Het voedsel bestaat uit kleine ongewervelden, vooral insecten zoals kevers. Vijanden zijn andere hagedissen, zoals skinken, maar ook slangen, roofvogels en kleine carnivore zoogdieren.
De paartijd loopt van april tot augustus, gedurende deze tijd zijn de mannetjes fel tegen elkaar en bewaken een eigen territorium. Het vrouwtje zet vijf tot vijftien eitjes in twee of drie legsels af in zelfgegraven holletjes in het zand. Na ongeveer acht tot elf weken komen de eitjes uit.

## Beschermingsstatus
Door de internationale natuurbeschermingsorganisatie IUCN is de beschermingsstatus 'veilig' toegewezen (Least Concern of LC).